# Дабишићи
Дабишићи, српска средњовјековна властеоска породица.
Половином XIV вијека убрајана је међу најмоћнију властелу у Босни. Њен родоначелник био је кнез Дабиша Беројевић, свједок у повељама бана Стефана II из 1326-1329, 1329. и 1345. године. Имао је три сина: Владислава, Пурћу и Вука. Дабишићи су, према писању Мавра Орбина,
држали многе земље на ријеци Дрини, у Босни и у Усори. Историјска грађа их доводи у везу
са градом Кучлатом и облашћу Лудмер. Браћа су учествовала у побуни против бана Твртка, која је избила почетком 1366. године. Након двије године Твртко је угушио буну и уништио Дабишиће.